# Edith Evans
Dame Edith Mary Evans est une actrice britannique, née le 8 février 1888 à Pimlico et morte le 14 octobre 1976 à Cranbrook (Kent).
Elle est apparue dans nombre de films, interprétant des rôles de dames aristocratiques, dont les plus célèbres sont Lady Bracknell dans Il importe d'être Constant (sur scène et dans le film de 1952) et Miss Western dans Tom Jones de 1963. 

## Biographie
Née à Londres, d'Edward Evans et Caroline Ellen Foster, elle étudie à St Michael's Church of England, Pimlico, avant de suivre un apprentissage à l'âge de 15 ans en 1903 en tant que modiste.
Sa première apparition sur scène a lieu dans le rôle de Viola de La Nuit des rois en octobre 1910. En 1912, elle est remarquée par le producteur William Poel qui lui propose son premier engagement professionnel en août de la même année, dans le rôle de Gautami de Sakuntala, un classique hindou du VIe siècle, puis Cressida dans Troïlus et Cressida à Londres et à Stratford-upon-Avon. 
Au cours de sa carrière qui s'étend sur 60 ans, elle joue plus de 150 rôles incluant de nombreuses œuvres de William Shakespeare, William Congreve, Henrik Ibsen, William Wycherley, Oscar Wilde, et des auteurs contemporains tels Enid Bagnold, Christopher Fry et Coward. De Shaw, elle crée Back to Methuselah (Le Serpent, L'Oracle, l'Ancienne et le Fantôme du Serpent) en 1923, The Apple Cart (Orinthia) en 1929 et The Millionairess (Epifania) en 1940. Parmi ses succès, Millamant dans Le Train du monde (The Way of the World) (1924), Rosalind dans As You Like It (1926 et 1936), la nourrice dans Roméo et Juliette (1932, 1934, 1935, et 1961), et surtout Lady Bracknell dans Il importe d'être Constant (1939), rôle qui marque l'esprit du public.
En 1964, elle apparaît dans la reprise de Hay Fever (Judith Bliss) de Noël Coward, mise en scène par Coward lui-même, au National Theatre.

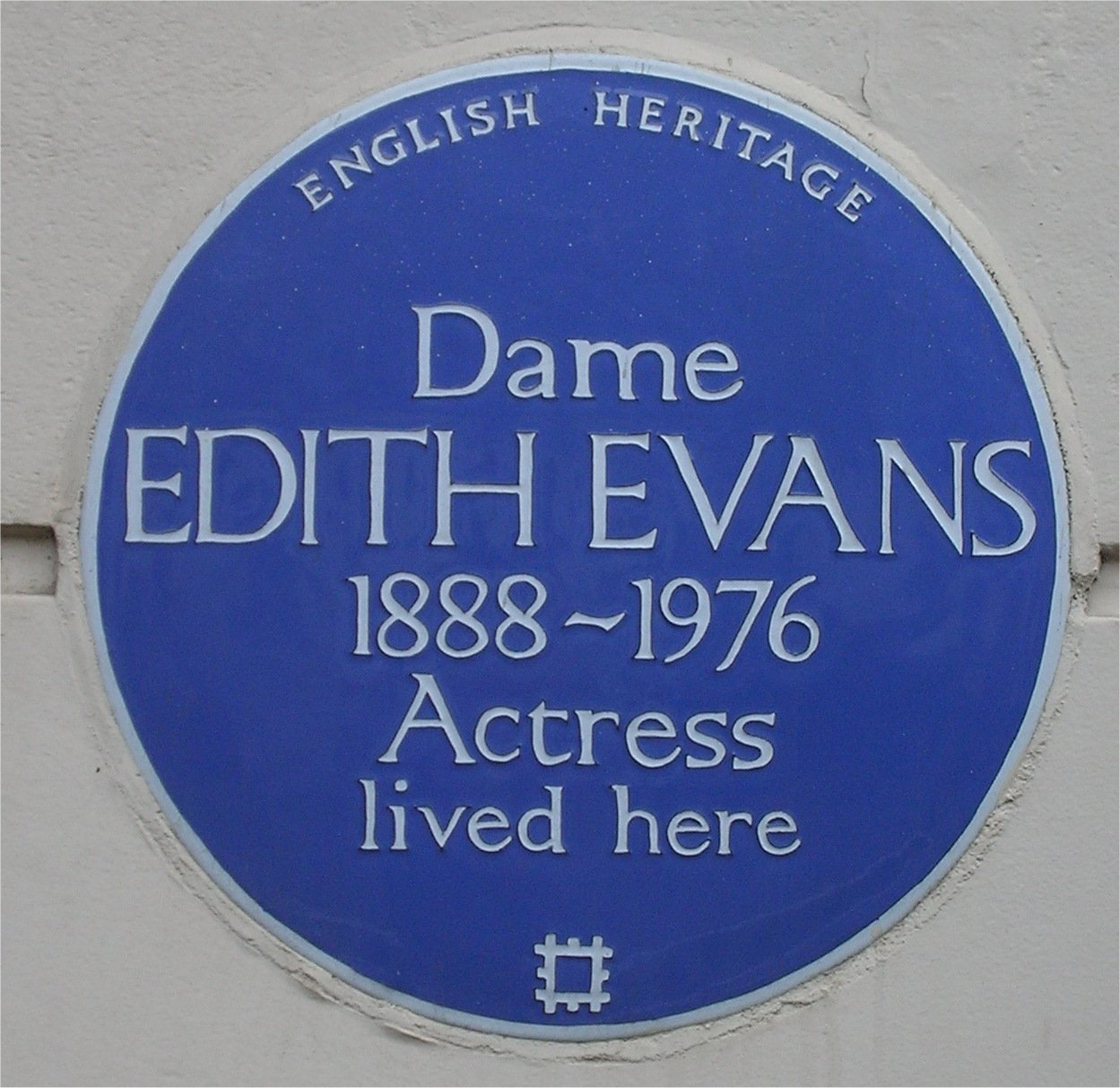
plaque commémorative apposée sur sa maison à Londres

## Filmographie
- 1948 : La Reine des cartes (The Queen of Spades) de Thorold Dickinson
- 1948 : The Last Days of Dolwyn (en) de Emlyn Williams
- 1952 : Il importe d'être Constant de Anthony Asquith
- 1958 : Les Corps sauvages (Look Back in Anger) de Tony Richardson
- 1959 : Au risque de se perdre (The Nun's Story) de Fred Zinnemann
- 1963 : Tom Jones de Tony Richardson
- 1964 : Mystère sur la falaise (The Chalk Garden), de Ronald Neame
- 1965 : Le Jeune Cassidy (Young Cassidy) de Jack Cardiff et John Ford : Lady Gregory
- 1967 : Les Chuchoteurs (The Whisperers) de Bryan Forbes
- 1967 : Fitzwilly (en) de Delbert Mann
- 1969 : La Folle de Chaillot de Bryan Forbes
- 1969 : Crooks and Coronets de James O'Connolly
- 1970 : Scrooge de Ronald Neame
- 1973 : Une maison de poupée de Patrick Garland
- 1976 : The Slipper and the Rose: The Story of Cinderella de Bryan Forbes
- 1977 : Drôles de manières (Nasty Habits) de Michael Lindsay-Hogg

Edith Evans a aussi fait de nombreuses apparitions à la télévision.

## Récompenses et nominations
- 1963 : Nomination à l'Oscar de la meilleure actrice dans un second rôle pour Tom Jones
- 1964 : Nomination à l'Oscar de la meilleure actrice dans un second rôle pour Mystère sur la falaise
- 1967 : Ours d'argent de la meilleure actrice à la Berlinale 1967 pour Les Chuchoteurs
- 1967 : Nomination à l'Oscar de la meilleure actrice pour Les Chuchoteurs